# Palicourea caloneura
Palicourea caloneura är en måreväxtart som beskrevs av Henry Hurd Rusby. Palicourea caloneura ingår i släktet Palicourea och familjen måreväxter.
Artens utbredningsområde är Colombia. Inga underarter finns listade i Catalogue of Life.